# Prix du Québec
Les prix du Québec sont les plus hautes récompenses décernées par le gouvernement du Québec pour des individus s'étant démarqués dans les domaines culturel et scientifique.

## Les critères d’admissibilité
Les critères d’admissibilité aux prix sont :
- le candidat doit être citoyen canadien et vivre ou avoir vécu au Québec ;
- une personne ne peut recevoir deux fois le même prix, mais elle peut en recevoir plus d'un la même année ;
- un prix ne peut être attribué à plusieurs personnes à moins que ces personnes participent à des réalisations conjointes ;
- un prix ne peut être attribué à titre posthume.

## La description des prix
- une bourse non imposable de 30 000 $ (à l’exception de la personne lauréate du prix Relève scientifique, laquelle reçoit 10 000 $;
- une médaille en argent réalisée par un artiste québécois ;
- un parchemin calligraphié et un bouton de revers portant le symbole des Prix du Québec, une pièce de joaillerie exclusive aux lauréates et aux lauréats ;
- un hommage public aux lauréats et aux lauréates par le gouvernement du Québec au cours d'une cérémonie officielle.

## Les prix culturels
- Le prix Athanase-David reconnaît l'œuvre d'un écrivain.
- Le prix Paul-Émile-Borduas reconnaît l'œuvre d'un artiste dans les domaines des arts visuels et des métiers d'art.
- Le prix Denise-Pelletier reconnaît la carrière d'un artiste de la scène.
- Le prix Albert-Tessier reconnaît la carrière d'un artiste du cinéma.
- Le prix Gérard-Morisset reconnaît la carrière d’une personne en matière de recherche, de création, de formation, de production, de conservation et de diffusion dans les domaines des biens culturels, des archives, de la muséologie et de la culture populaire traditionnelle.
- Le prix Georges-Émile-Lapalme reconnaît une personne pour sa contribution exceptionnelle, tout au cours de sa carrière, à la qualité et au rayonnement de la langue française parlée ou écrite au Québec.
- Le prix Guy-Mauffette reconnaît la carrière d'un artiste ou artisan de la radio ou télévision.
- Le prix Ernest-Cormier reconnaît une personne pour sa contribution exceptionnelle dans les domaines de l'architecture ou du design.
- Le prix Denise-Filiatrault reconnaît  une personne pour sa contribution remarquable au domaine des arts de la scène.

## Les prix scientifiques
- Le prix Léon-Gérin est la plus haute distinction accordée à une chercheuse ou un chercheur pour l’ensemble de sa carrière dans l’une des disciplines des sciences humaines et sociales.
- Le prix Wilder-Penfield est la plus haute distinction accordée à une chercheuse ou un chercheur pour l’ensemble de sa carrière dans le domaine biomédical. Les groupes de disciplines reconnues aux fins de ce prix sont les sciences médicales, les sciences naturelles et les sciences de l’ingénierie.
- Le prix Marie-Victorin est la plus haute distinction accordée pour l’ensemble de sa carrière en sciences naturelles et en génie à une chercheuse ou un chercheur dont les travaux ne relèvent pas du domaine biomédical. Les groupes de disciplines reconnues aux fins de ce prix sont les sciences exactes et naturelles, les sciences de l’ingénierie et technologiques ainsi que les sciences agricoles.
- Le prix Armand-Frappier est la plus haute distinction attribuée à une personne : qui a mené une carrière en recherche et qui a contribué au développement d’une institution de recherche ou qui s’est consacrée à l’administration ou à la promotion de la recherche et qui, de ce fait, a su favoriser la relève scientifique et susciter l’intérêt de la population pour la science et la technologie. Toutes les disciplines sont reconnues aux fins de ce prix.
- Le prix Lionel-Boulet est la plus haute distinction attribuée à une chercheuse ou un chercheur, pour l’ensemble de sa carrière, s’étant distingué par ses inventions, ses innovations, son leadership dans le développement scientifique et par son apport à la croissance économique du Québec. Toutes les disciplines sont reconnues aux fins de ce prix.
- Le prix Marie-Andrée-Bertrand est la plus haute distinction attribuée à une personne, pour l’ensemble de sa carrière, dont l’envergure et la qualité scientifique des recherches ont mené à la mise en œuvre et au développement d’innovations sociales d’importance, conduisant au mieux-être des personnes et des collectivités. Seules les disciplines des sciences humaines et sociales sont reconnues aux fins de ce prix.
- Le prix Hubert-Reeves (anciennement, prix Relève scientifique) est attribué à une personne de 40 ans ou moins se distinguant par l’excellence de ses travaux de recherche et démontrant des aptitudes à établir et à maintenir des liens constructifs et durables avec les milieux de la recherche. Toutes les disciplines sont reconnues pour ce prix.

## L’historique des prix
Les prix d’excellence du gouvernement du Québec remontent à 1922 alors qu’Athanase David, alors secrétaire et régistraire de la province de Québec, institue des prix, communément appelés  prix David pour reconnaître et soutenir des écrivains et des scientifiques méritants. Certaines années, une dizaine de ces prix sont décernés.
En 1968, le volet littéraire des prix est réformé et, à partir de cette date, un seul prix littéraire est décerné annuellement à un écrivain pour l’ensemble de son œuvre.
En 1969, le volet scientifique des prix est réformé de la même façon.
En 1977, les prix littéraires et scientifiques sont multipliés pour reconnaître la diversité et l’essor des activités artistiques et scientifiques au Québec. Désormais, cinq prix reconnaissent une carrière remarquable dans les domaines suivants :
- le prix Athanase-David pour la littérature ;
- le prix Paul-Émile-Borduas pour les arts visuels ;
- le prix Denise-Pelletier pour les arts de la scène ou d'interprétation ;
- le prix Léon-Gérin pour les sciences humaines et sociales ;
- le prix Marie-Victorin pour les sciences naturelles et le génie.

Par la suite, dix prix se sont ajoutés aux prix initiaux :
- en 1980, le prix Albert-Tessier pour le cinéma ;
- en 1992, le prix Gérard-Morisset pour le patrimoine ;
- en 1993, le prix Wilder-Penfield pour la recherche biomédicale ;
- en 1993, le prix Armand-Frappier pour la création ou le développement d'institutions de recherche, ou pour l'administration et la promotion de la recherche ;
- en 1997, le prix Georges-Émile-Lapalme pour la promotion de la langue française ;
- en 1999, le prix Lionel-Boulet pour la recherche et le développement en milieu industriel ;
- en 2011, le prix Guy-Mauffette pour la radio et télévision ;
- en 2012, le prix Marie-Andrée-Bertrand en innovation sociale ;
- en 2014, le prix Ernest-Cormier pour l'architecture et le design ;
- en 2021, le prix Denise-Filiatrault pour les arts de la scène.